# E-Gold
e-gold war ein von der Firma e-gold Ltd. betriebenes Zahlungssystem, bei dem nach Angaben des Anbieters das im Umlauf befindliche (elektronische) Geld komplett in Edelmetallen (Gold, Silber, Platin, Palladium) gedeckt war.
e-gold wurde 1996 von dem früheren Onkologen Douglas L. Jackson und dem Anwalt Barry K. Downey gegründet. Die Firma e-gold Ltd war auf der Karibikinsel Nevis ansässig, sie operierte zunächst von Florida, wo die Goldmünzen, die zur Deckung verwendet wurden, in Schließfächern von Banken gelagert wurden. Später kamen London und Dubai als zusätzliche Lagerstätten hinzu.
e-gold wuchs in den 2000er-Jahren stark und hatte zeitweise mehrere Millionen Konten. Es verarbeitete pro Jahr Transaktionen von über 1,5 Milliarden US-Dollar und wurde durch Goldbestände von über 4 Tonnen gesichert (die 85 Millionen USD entsprachen). Dies machte das Unternehmen zeitweise zum zweitgrößten Abwickler von Onlinezahlungen hinter Paypal.
Im April 2007 wurden e-gold Ltd, dessen Betreiber Gold & Silver Reserve, Inc., sowie der Gründer und Eigentümer Dr. Douglas L. Jackson (mitsamt den Miteigentümern Reid A. Jackson und Barry K. Downey) der Geldwäsche und des Betriebs von unlizenzierten Bankgeschäften angeklagt. Im November 2008 wurden die Angeklagten, die sich in einem Plea Deal schuldig bekannt hatten, zu geringen Strafen verurteilt.
Im November 2009 hat das Unternehmen den Betrieb eingestellt.
Im Mai 2013 wurden einige Konteninhaber vom E-Gold Claims Process Administrator angeschrieben, um ihre Rechte anmelden zu können. Das Zeitfenster dafür bestand vom 3. Juni bis zum 30. September 2013. Das Verfahren nennt sich VAP CIP (Value Access Plan – Customer Identification Program).

## Belege
1. ↑  Kim Zetter: Bullion and Bandits: The Improbable Rise and Fall of E-Gold. In: Wired. ISSN 1059-1028 (wired.com [abgerufen am 12. Februar 2024]).
2. ↑  e-gold Statistics. 9. November 2006, archiviert vom Original; abgerufen am 12. Februar 2024.
3. ↑  Kevin Dowd: New Private Monies: A Bit-Part Player? In: Institute of Economic Affairs Monographs, Hobart Paper 174. (ssrn.com).